# حاجي دلا (لاريجان السفلي)
حاجي دلا (بالفارسية: حاجی دلا) هي قرية تقع في إيران في قسم لاریجان السفلی الريفي. يقدر عدد سكانها بـ 72 نسمة بحسب إحصاء 2016.